# Општина Драгоман
Општина Драгоман се налази у Западној Бугарској и једна је од саставних општина Софијске области. Општина има 34 насељена места са 5 302 житеља.

## Насеља
- Беренде
- Беренде Извор
- Василовци
- Вишан
- Владиславци
- Габер
- Големо Малово
- Горњо Село
- Грлска Падина
- Доња Невља
- Доњо Ново Село
- Драгоил
- Драгоман
- Дреатин
- Калотина
- Камбелевци
- Круша
- Летница
- Липинци
- Мало Малово
- Начево
- Неделиште
- Несла
- Ново Брдо
- Прекрсте
- Рајановци
- Табан
- Цацаровци
- Црклевци
- Чеканец
- Чепрлинци
- Чорул
- Чуковезер
- Јалботина[2]